# Mars 1824

## Événements
- 6 mars, France : élection de la Chambre retrouvée.
  - Chambre retrouvée (ultras) de 1824 à 1827. Assuré que les nouvelles élections, dans l’euphorie de la victoire en Espagne, lui assureront une large majorité, le roi dissout la Chambre en décembre 1823. Les mesures de dégrèvement d’impôt des opposants, qui perdent ainsi le cens nécessaire, les instructions données aux fonctionnaires, invités par le ministre de la Guerre à prendre l’engagement écrit de voter pour le candidat officiel assurent un succès éclatant : seulement 15 opposants dans une Chambre de 430 députés, dont 264 fonctionnaires désignés au choix des électeurs par le roi. Pour consolider cette victoire, le gouvernement supprime le renouvellement annuel par cinquième.
  - La Chambre retrouvée propose d’abroger les « lois impies de la Révolution » et de « punir le sacrilège » comme premiers points d’un programme prévoyant une diminution du nombre de fonctionnaires et leur recrutement dans des milieux qui ne soient pas « dépourvus de fortune ». Le ministère propose une loi punissant de mort le vol avec effraction d’objets consacrés au culte de la religion de l’État.
  - Le ministre des Affaires ecclésiastiques et de l’Instruction publique Frayssinous (1824-1828) fait adopter plusieurs mesures réactionnaires : fermeture de l’École normale supérieure et des cours des écoles de médecine, transfert aux évêques du contrôle universitaire sur les écoles primaires, etc.

- 7 mars, États-Unis : le Capitole de l’État de Floride est déplacé de Saint Augustine à Tallahassee.

- 11 mars, États-Unis : fondation du Bureau des affaires indiennes, rattaché au ministère de la guerre et établi à Washington. Chargé de régler les litiges territoriaux, ce bureau se transformera en un outil de colonisation des terres indiennes.

- 17 mars : traité de Londres, qui met fin au conflit hollando-britannique dans l’espace malais et sépare en deux le détroit de Malacca. La Hollande s’établit en Malaisie et reprend ses comptoirs de Sumatra. Les Britanniques cèdent Bengkulu, tandis que les Hollandais abandonnent Malacca et reconnaissent les droits des Britanniques sur Singapour. Le royaume des Pays-Bas récupère ses colonies. Les Britanniques s’engagent à ne pas intervenir dans l’archipel indonésien.
  - Accord hollando-britannique faisant du sultanat d’Aceh un protectorat des Pays-Bas.

- 25 mars : par décret impérial, entrée en vigueur de la première charte constitutionnelle brésilienne, la première constitution dans l'histoire de ce pays[1]. Liberté religieuse. Le catholicisme est reconnu comme religion d’État. L’empereur obtient un pouvoir modérateur (poder moderador). Il nomme les sénateurs, convoque l’assemblée générale, sanctionne leurs décrets et leurs résolutions, approuve ou suspend les résolutions des assemblées législatives provinciales, proroge ou ajourne l’assemblée générale, dissout la chambre des députés, nomme et renvoie librement les ministres, suspend les magistrats, exerce le droit de grâce et d’amnistie. Il utilise son pouvoir modérateur pour affermir l’État et renforcer l’exécutif face au législatif, en faisant alterner gouvernements libéraux et conservateurs.

- 28 mars : Husayn bey devient bey de Tunis (fin en 1835). Il poursuit la même politique que son père de rapprochement avec Alger et Paris.

## Naissances

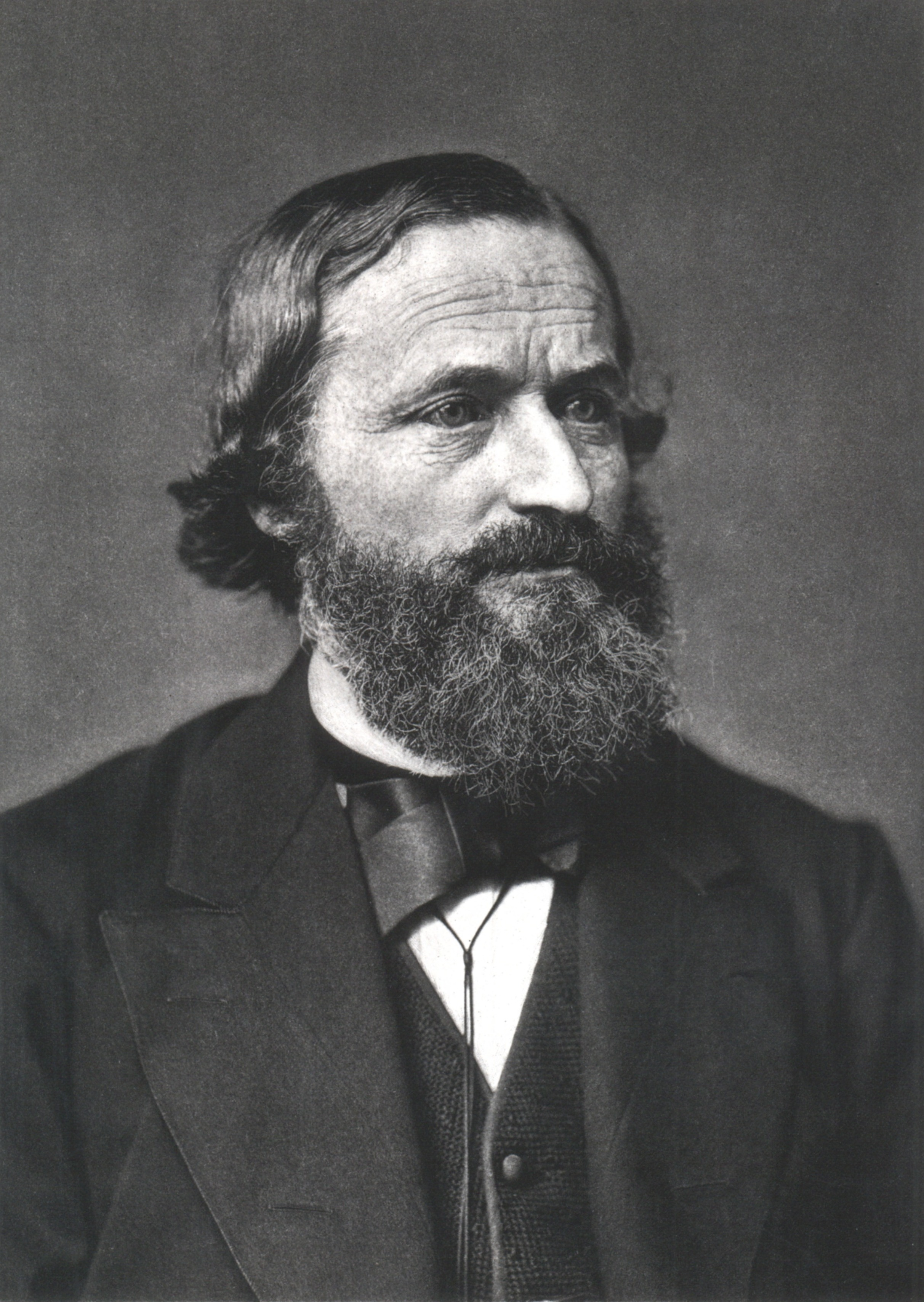
Gustav Kirchhoff

- 7 mars : Delfino Codazzi (mort en 1873), mathématicien italien.
- 12 mars : Gustav Kirchhoff (mort en 1887), physicien allemand.
- 16 mars : Alexeï Bogolioubov, peintre russe († 27 octobre 1896).
- 18 mars :
  - Auguste Bonheur, peintre français († 25 mai 1884).
- 22 mars : Charles Pfizer (mort en 1906), chimiste allemand.
- 23 mars : Georges Ville (mort en 1897), agronome français.
- 26 mars : Julie-Victoire Daubié, première femme reçue au baccalauréat en 1861.
- 27 mars : Johann Wilhelm Hittorf (mort en 1914), physicien et chimiste allemand.

## Décès
- 7 mars : Ludwig Wilhelm Gilbert (né en 1769), scientifique et professeur allemand.